# 掟
掟（おきて）とは、それぞれの集団・グループ内における私的な規則(ルール: rule)の総称を表す。

## 概要
一般的な友人関係、会社内の派閥、業界、不良集団、ヤクザなどといったコロニーで、時には暗黙の了解を踏まえた形で掟は存在する。ルール設定は基本的にフレキシブルであり、グループ存続に関わる案件以外は、ルールの適用外に扱われる事が多い。

## 歴史
中世の掟とは村落社会における取り決めを指す。水に関する権利など、死活問題が含まれたため、違反者に対しては、村八分など、強い制裁が科された。転じて、結束の固い集団における決まりごとも指す。村落社会同様、違反者に対しては、共同絶交・集団からの追放などの制裁が科される。要するに必ず守らなければならないルールである。

## 備考
掟そのものは閉鎖的なイメージを他者に与えるが、実質的には社会に対してグループ内部の統制をとる為に必要な、ブレーキング・システムという役割も果たしている。
但し、その掟を犯罪集団（未成年及び成年の強盗、強姦グループ等）や狂信者達（DVを平均生活とする特殊な家族など）が自身達に適用する場合、掟の本質である「仲間を裏切らない」は、たやすく崩壊する。これは集団としてのカテゴリー維持よりも個としてのイズムが優先された結果である。こうした反応がもっとも端的に発生しやすいのが上記の犯罪集団である。彼らは個を、広義の意味で認めない。故に集団性維持の為にメンバー内外で暴力的な活動を誇示し、内外で威圧を続ける。結果的にこうしたコロニーは長期のタイムスパンで崩壊、又はリゾーム的に分離し、再生成していく。
狂信者のケースでは、高度のマインド・コントロールにより洗脳された場合、裏切り行為そのものがダイレクトに行為者を追い詰め、時には自傷・自殺を行うパターンもある。
稀に狂信的犯罪集団と称される2種類の性質を持つグループが発生する事があるが、この場合は「カリスマの存在＝掟」というケースが多い。